# Ночные кошмары и фантастические видения
«Ночные кошмары и фантастические видения» (англ. Nightmares and Dreamscapes) — сборник рассказов американского писателя Стивена Кинга, опубликованный в 1993 году. Книга вошла в список бестселлеров по версии Publishers Weekly за тот же год.
В 2006 году вышел сериал «Ночные кошмары и фантастические видения по рассказам Стивена Кинга», состоящий из 8 серий; 5 из них — экранизации рассказов сборника: «Крауч-Энд», «Последние дело Амни», «Конец всей этой гадости», «Пятая четверть», «Рок-н-рольные небеса».
В России сборник публиковался издательством АСТ в одном и двух томах; в мягкой обложке переиздавался трёхтомником. В сентябре 2016 года выходит переиздание сборника в полном составе на русском языке в серии «Тёмная Башня» издательства АСТ.

## Рассказы, вошедшие в сборник
1. «Кадиллак» Долана (Dolan's Cadillac) 1985 год
2. Конец всей этой  гадости (The End of the Whole Mess) 1986 год
3. Детки в клетке (Suffar the Little Children) 1972 год
4. Летающий в ночи 1988 год
5. Попси (англ. Popsy) 1987 год
6. Дом, который растет на вас (англ. It Grows on You) 1993 год
7. Клацающие зубы (Chattery Teeth) 1992 год
8. Посвящение (англ. Dedication) 1988 год
9. Палец (The Moving Finger) 1990 год
10. Кроссовки (Sheakers) 1988 год
11. Рок-н-рольные небеса (You Know They Got a Hell of a Band) 1992 год
12. Домашние роды (Home Delivery) 1989 год
13. Сезон дождей (Rainy Seasong) 1989 год
14. Мой милый пони (англ. My Pretty Pony) представлен в 1989 год
15. Извините, номер верный (англ. Sorry, Right Number) представлен в 1987 году; не издавался
16. Перекурщики (Люди десятого часа) (англ. The Ten O'Clock People) представлен в 1993 году; не издавался
17. Крауч-Энд (Crouch End) 1980 год
18. Дом на  Кленовой улице (The House on Maple Street) представлен в 1993 год; не издавался
19. Пятая четверть 1972 год
20. Дело Ватсона (Doctor's Case) 1987 год
21. Последнее дело Амни (Umney's Last Case) представлен в 1993 год; не издавался
22. Отпусти голову — и вперёд (англ. Head Down) 1990 год
23. Бруклин в августе (англ. Brooklin August) 1971 год
24. Нищий и алмаз (англ. The Beggar and the Diamond) представлен в 1993 год; не издавался

## Экранизации
- Пять рассказов были экранизированы в сериале «Ночные кошмары и фантастические видения по рассказам Стивена Кинга»:
  - 2 серия «Крауч-Энд»
  - 3 серия «Последние дело Амни»
  - 4 серия «Конец всей этой гадости»
  - 5 серия «Пятая четверть»
  - 8 серия «Рок-н-рольные небеса»
- Фильм «Автострада», состоящий из двух новелл: вторая новелла — экранизация рассказа «Клацающие зубы»
- 24 серия 3 сезона телесериала «Монстры» (англ. Monsters) — экранизация рассказа «Палец»
- Фильм 2009 года «Кадиллак Долана» — экранизация одноимённой повести
- Короткометражка 2002 года «Сезон дождей» — экранизация одноимённого рассказа
- Короткометражка 2017 года «Пустите детей» — экранизация рассказа Детки в клетке[3]
- Ночной полёт фильм 1997 года

## Номинации[4]
- Номинация «Британской общественной премии фэнтези[англ.]» за лучший рассказ «Крауч-Энд».
- Номинация «Всемирной премии фэнтези» за лучший рассказ «Конец всей этой гадости».